# 冬物語 (シェイクスピア)
『冬物語』（ふゆものがたり、The Winter's Tale）は、ウィリアム・シェイクスピアの喜劇でありロマンス劇である。1610年に完成した。

## 登場人物
- リオンティーズ（シチリア王）
- マミリアス（シチリアの幼王子）
- カミロー（シチリアの貴族）
- アンティゴナス（シチリアの貴族）
- クリオミニーズ（シチリアの貴族）
- ダイオン（シチリアの貴族）
- ポリクシニーズ（ボヘミア王）
- フロリゼル（ボヘミアの王子）
- アーキデーマス（ボヘミアの貴族）
- 老羊飼い（パーディタの父と言われている人）
- 道化（その息子）
- オートリカス（ごろつき）
- 水夫
- 牢番
- ハーマイオニ（リオンティーズの妃）
- パーディタ（リオンティーズとハーマイオニの娘）
- ポーリーナ（アンティゴナスの妻）
- エミリア（ハーマイオニの侍女）
- モプサ（羊飼いの娘）
- ドーカス（羊飼いの娘）
- 貴族たち、紳士たち、淑女たち、役人たち、召使いたち、羊飼いの男女たち
- 時（説明役として）

## あらすじ
シチリア王リオンティーズは、シチリアへ来訪した親友のボヘミア王ポリクシニーズが、妻のハーマイオニと密通していると誤解する。リオンティーズは臣下であるカミローに、ポリクシニーズの毒殺を命ずる。しかし、ポリクシニーズの無実を知っていたカミローは、彼に危険を伝え、共にシチリアを脱出する。激怒したリオンティーズは、ハーマイオニを牢獄へ入れる。リオンティーズは獄中で生まれた王女パーディタをボヘミア領内へ捨ててくるように臣下のアンティゴナスに命じ、アンティゴナスはそれを実行した。だがリオンティーズは、神託によって密通の疑いは誤解であること、そしてパーディタの消息がわからない限り、永遠にリオンティーズは跡継ぎに恵まれないと宣言される。さらには、王子マミリアスが母の身を心配するあまりに死んだということを知らされ、また息子の死にショックを受けたハーマイオニは獄中で自害したとアンティゴナスの妻ポーリーナに伝えられ、リオンティーズは激しい後悔に苛まれる。パーディタの消息を調べさせるも、アンティゴナスがボヘミアで死んだために王女の行方は分からなかった。
舞台は16年後のボヘミアへ移る。パーディタはボヘミアの羊飼いに拾われて、美しい少女に成長していた。その羊飼いの娘と身分違いの恋に落ちたボヘミア王子フロリゼルは、父ポリクシニーズの反対を避け、ボヘミア王の臣下となっていたカミローの助言を受け、パーディタと共にシチリアへやって来る。未だポリクシニーズとの交友を回復できないでいたリオンティーズは、きっかけとするために二人を受け入れる。ポリクシニーズが羊飼いを伴ってシチリアを訪れ、羊飼いの証言により、羊飼いの娘が実はリオンティーズの娘であったことが明らかになる。晴れてフロリゼルとパーディタは結ばれ、リオンティーズもポリクシニーズとの友誼を取り戻す。実は王妃ハーマイオニも死んでおらず、ポーリーナに匿われており、ポーリーナの気遣いにより夫婦は運命の再会を果たして、大団円を迎える。

## 場面
- シチリア、およびボヘミア

## 日本語訳
- 「冬の夜ばなし」坪内逍遥訳 早稲田大学出版部 1918年
- 「冬の夜語り」福原麟太郎・岡本靖正訳『シェイクスピア全集 3 喜劇 第3』筑摩書房 1967
  - 別版に『シェイクスピアⅥ 世界古典文学全集46』
- 小田島雄志訳 白水社 1978年、白水Uブックス 1983年
- 小津次郎訳『世界文学全集 5 シェイクスピア』集英社 1981年
- 松岡和子訳 ちくま文庫 2009年
- 石川実著・訳 慶応義塾大学出版会 2011年
- 桒山智成訳 岩波文庫 2023年2月